# 3.ª etapa da Volta a Espanha de 2018
A 3.ª etapa da Volta a Espanha de 2018 teve lugar a 27 de agosto de 2018 entre Mijas e Alhaurín de la Torre sobre um percurso de 178,2 km e foi ganhada ao sprint pelo ciclista italiano Elia Viviani da equipa Quick-Step Floors. O ciclista polaco Michał Kwiatkowski do Team Sky conservou o maillot de líder.

## Classificação da etapa
| \| Classificação por etapas \| Classificação por etapas \| Classificação por etapas \| Classificação por etapas \| Classificação por etapas \| \| Ciclista \| Ciclista \| Equipe \| Tempo \| \| \| ------------------------ \| ------------------------ \| -------------------------- \| ------------------------ \| ------------------------ \| \| 1. \| Elia Viviani \| Quick-Step Floors \| 4h48m12s \| \| \| 2. \| Giacomo Nizzolo \| Trek-Segafredo \| + 0s \| \| \| 3. \| Peter Sagan \| Bora-Hansgrohe \| + 0s \| \| \| 4. \| Nacer Bouhanni \| Cofidis, Solutions Crédits \| + 0s \| \| \| 5. \| Simone Consonni \| UAE Team Emirates \| + 0s \| \| \| 6. \| Danny van Poppel \| LottoNL-Jumbo \| + 0s \| \| \| 7. \| Michael Mørkøv \| Quick-Step Floors \| + 0s \| \| \| 8. \| Matteo Trentin \| Mitchelton-Scott \| + 0s \| \| \| 9. \| Ryan Gibbons \| Dimension Data \| + 0s \| \| \| 10. \| Tom Van Asbroeck \| EF Education First-Drapac \| + 0s \| \| |                  |                            |          |
| |                  |                            |          |
| Fonte: ProCyclingStats |                  |                            |          |
| Classificação por etapas |                  |                            |          |
| Ciclista | Ciclista         | Equipe                     | Tempo    |
| 1. | Elia Viviani     | Quick-Step Floors          | 4h48m12s |
| 2. | Giacomo Nizzolo  | Trek-Segafredo             | + 0s     |
| 3. | Peter Sagan      | Bora-Hansgrohe             | + 0s     |
| 4. | Nacer Bouhanni   | Cofidis, Solutions Crédits | + 0s     |
| 5. | Simone Consonni  | UAE Team Emirates          | + 0s     |
| 6. | Danny van Poppel | LottoNL-Jumbo              | + 0s     |
| 7. | Michael Mørkøv   | Quick-Step Floors          | + 0s     |
| 8. | Matteo Trentin   | Mitchelton-Scott           | + 0s     |
| 9. | Ryan Gibbons     | Dimension Data             | + 0s     |
| 10. | Tom Van Asbroeck | EF Education First-Drapac  | + 0s     |

## Classificações ao final da etapa

### Classificação geral
| \| Classificação geral \| Classificação geral \| Classificação geral \| Classificação geral \| Classificação geral \| \| Ciclista \| Ciclista \| Equipe \| Tempo \| \| \| ------------------- \| ------------------- \| ------------------- \| ------------------- \| ------------------- \| \| 1. \| Michał Kwiatkowski \| Team Sky \| 9h10m52s \| \| \| 2. \| Alejandro Valverde \| Movistar Team \| + 14s \| \| \| 3. \| Wilco Kelderman \| Team Sunweb \| + 25s \| \| \| 4. \| Laurens De Plus \| Quick-Step Floors \| + 28s \| \| \| 5. \| Ion Izagirre \| Bahrain-Merida \| + 30s \| \| \| 6. \| Fabio Felline \| Trek-Segafredo \| + 30s \| \| \| 7. \| Emanuel Buchmann \| Bora-Hansgrohe \| + 32s \| \| \| 8. \| Tony Gallopin \| AG2R La Mondiale \| + 33s \| \| \| 9. \| Nairo Quintana \| Movistar Team \| + 33s \| \| \| 10. \| Bauke Mollema \| Trek-Segafredo \| + 35s \| \| |                    |                   |          |
| |                    |                   |          |
| Fonte: ProCyclingStats |                    |                   |          |
| Classificação geral |                    |                   |          |
| Ciclista | Ciclista           | Equipe            | Tempo    |
| 1. | Michał Kwiatkowski | Team Sky          | 9h10m52s |
| 2. | Alejandro Valverde | Movistar Team     | + 14s    |
| 3. | Wilco Kelderman    | Team Sunweb       | + 25s    |
| 4. | Laurens De Plus    | Quick-Step Floors | + 28s    |
| 5. | Ion Izagirre       | Bahrain-Merida    | + 30s    |
| 6. | Fabio Felline      | Trek-Segafredo    | + 30s    |
| 7. | Emanuel Buchmann   | Bora-Hansgrohe    | + 32s    |
| 8. | Tony Gallopin      | AG2R La Mondiale  | + 33s    |
| 9. | Nairo Quintana     | Movistar Team     | + 33s    |
| 10. | Bauke Mollema      | Trek-Segafredo    | + 35s    |

### Classificação por pontos
| Classificação por pontos | Classificação por pontos | Classificação por pontos | Classificação por pontos | Classificação por pontos |
| Ciclista                 | Ciclista                 | Equipe                   | Pontos                   |                          |
| ------------------------ | ------------------------ | ------------------------ | ------------------------ | ------------------------ |
| 1.                       | Michał Kwiatkowski       | Team Sky                 | 43 pts                   |                          |
| 2.                       | Alejandro Valverde       | Movistar Team            | 29 pts                   |                          |
| 3.                       | Elia Viviani             | Quick-Step Floors        | 25 pts                   |                          |
| 4.                       | Rohan Dennis             | BMC Racing Team          | 25 pts                   |                          |
| 5.                       | Wilco Kelderman          | Team Sunweb              | 20 pts                   |                          |
| 6.                       | Giacomo Nizzolo          | Trek-Segafredo           | 20 pts                   |                          |
| 7.                       | Laurens De Plus          | Quick-Step Floors        | 16 pts                   |                          |
| 8.                       | Victor Campenaerts       | Lotto-Soudal             | 16 pts                   |                          |
| 9.                       | Peter Sagan              | Bora-Hansgrohe           | 16 pts                   |                          |
| 10.                      | Nelson Oliveira          | Movistar Team            | 14 pts                   |                          |

### Classificação da montanha
| Classificação da montanha | Classificação da montanha | Classificação da montanha  | Classificação da montanha | Classificação da montanha |
| Ciclista                  | Ciclista                  | Equipe                     | Pontos                    |                           |
| ------------------------- | ------------------------- | -------------------------- | ------------------------- | ------------------------- |
| 1.                        | Luis Ángel Maté           | Cofidis, Solutions Crédits | 24 pts                    |                           |
| 2.                        | Pierre Rolland            | EF Education First-Drapac  | 12 pts                    |                           |
| 3.                        | Thomas De Gendt           | Lotto-Soudal               | 5 pts                     |                           |
| 4.                        | Nans Peters               | AG2R La Mondiale           | 4 pts                     |                           |
| 5.                        | Alejandro Valverde        | Movistar Team              | 3 pts                     |                           |
| 6.                        | Jordi Simón               | Burgos-BH                  | 3 pts                     |                           |
| 7.                        | Michał Kwiatkowski        | Team Sky                   | 2 pts                     |                           |
| 8.                        | Laurens De Plus           | Quick-Step Floors          | 1 pt                      |                           |
| 9.                        | Alexis Gougeard           | AG2R La Mondiale           | 1 pt                      |                           |
| 10.                       | Héctor Benito Sáez        | Euskadi-Murias             | 1 pt                      |                           |

### Classificação da combinada
| Classificação de combinados | Classificação de combinados | Classificação de combinados | Classificação de combinados | Classificação de combinados |
| Ciclista                    | Ciclista                    | Equipe                      | Pontos                      |                             |
| --------------------------- | --------------------------- | --------------------------- | --------------------------- | --------------------------- |
| 1.                          | Michał Kwiatkowski          | Team Sky                    | 9 pts                       |                             |
| 2.                          | Alejandro Valverde          | Movistar Team               | 9 pts                       |                             |
| 3.                          | Laurens De Plus             | Quick-Step Floors           | 19 pts                      |                             |
| 4.                          | Pierre Rolland              | EF Education First-Drapac   | 152 pts                     |                             |
| 5.                          | Alexis Gougeard             | AG2R La Mondiale            | 177 pts                     |                             |
| 6.                          | Luis Ángel Maté             | Cofidis, Solutions Crédits  | 196 pts                     |                             |

### Classificação por equipas
| Classificação por equipes | Classificação por equipes                | Classificação por equipes | Classificação por equipes |
| Equipe                    | Equipe                                   | Tempo                     |                           |
| ------------------------- | ---------------------------------------- | ------------------------- | ------------------------- |
| 1.                        | Sky                                      | 27h33m39s                 |                           |
| 2.                        | Bora-Hansgrohe                           | + 48s                     |                           |
| 3.                        | Quick-Step Floors                        | + 50s                     |                           |
| 4.                        | Trek-Segafredo                           | + 56s                     |                           |
| 5.                        | Movistar Team                            | + 1m05s                   |                           |
| 6.                        | Astana                                   | + 1m41s                   |                           |
| 7.                        | EF Education First-Drapac p/b Cannondale | + 1m45s                   |                           |
| 8.                        | Mitchelton-Scott                         | + 2m01s                   |                           |
| 9.                        | Dimension Data                           | + 2m18s                   |                           |
| 10.                       | UAE Team Emirates                        | + 2m31s                   |                           |

## Abandonos
Nenhum.